# NGC 6156
NGC 6156 је спирална галаксија у сазвежђу Јужни троугао која се налази на NGC листи објеката дубоког неба.
Деклинација објекта је - 60° 37' 9" а ректасцензија 16h 34m 52,6s. Привидна величина (магнитуда) објекта NGC 6156 износи 11,6 а фотографска магнитуда 12,3. NGC 6156 је још познат и под ознакама ESO 137-33, FAIR 329, IRAS 16304-6030, PGC 58536.